# Félix Danjou
Jean-Louis-Félix Danjou (* 21. Juni 1812 in Paris; † 4. März 1866 in Montpellier) war ein französischer Organist, Komponist und Musikwissenschaftler.
Danjou studierte am Conservatoire de Paris bei François Benoist und hatte Orgelunterricht beim Organisten der Kirche Saint-Gervais, Jean-Nicolas Marrigues. 1830 wurde er Organist an der Kirche Notre-Dame-des-Blancs-Manteaux, 1834 an Saint-Eustache. Von 1840 bis 1847 wirkte er als Organist an der Kathedrale Notre-Dame de Paris, wo er vor allem durch seine Bemühungen um eine Reform der Kirchenmusik bekannt wurde. 1845 gründete er mit François-Joseph Fétis, Stéphen Morelot und Jean-Joseph Bonaventure Laurens die Revue de la musique religieuse, populaire et classique.
Nach Studienreisen durch Frankreich, Belgien und Deutschland wurde er künstlerischer Direktor der Orgelbaufirma Daublaine-Callinet. 1848 zog er sich von seinen musikalischen Aktivitäten zurück und ging zunächst nach Marseille, später nach Montpellier, wo er die Zeitschrift Messager du Midi leitete.
Danjou komponierte kirchenmusikalische Werke, darunter mehrere Messen, ein Tantum Ergo, Motetten und Orgelwerke. Im Ergebnis seiner Recherchen in der Bibliothèque Royale veröffentlichte er eine umfangreiche Sammlung von Texten zur französischen Geschichte. Außerdem verfasste er Schriften zum Bibliothekswesen und zum Orgelbau und war Mitarbeiter der Encyclopédie du XIXe siècle und des Dictionnaire de la Convention.

## Werke

### Schriften
- Archives curieuses de l’histoire de France depuis Louis XI jusqu’à Louis XVIII, ou Collection de pièces rares (...), 30 Bände, 1834–41
- De l’état et de l’avenir du chant ecclésiastique en France, 1843
- Manufacture d’orgues, 1844
- Exposé succinct d’un nouveau système d’organisation des bibliothèques. Publié par un bibliophile, 1845
- Du paganisme dans la société et dans l’éducation, 1852

### Kompositionen
- Chants sacrés de l’office divin Répertoire de musique religieuse, 3 Bände, 1835
- Recueil de tous les plains-chants du rit de Paris en faux-bourdon d 4 voix, 8 Bände
- Messe brève d 3 voix a cappella, 1848
- 2 Messes d 4 voix et orgue,
- Tantum ergo d 4 voix pour basse solo et orgue